# Diario per i miei figli
Diario per i miei figli (Napló gyermekeimnek) è un film del 1984 diretto da Márta Mészáros, vincitore del Grand Prix Speciale della Giuria al 37º Festival di Cannes.
È il primo capitolo di una trilogia a cui fanno seguito Diario per i miei amori (1987) e Diario per mio padre e mia madre (1990).